# Unterseeboot UB-31
Pour les autres navires du même nom, voir Unterseeboot 31.
L'Unterseeboot UB-31 est un sous-marin (U-Boot) allemand de type UB II utilisé par la Kaiserliche Marine pendant la Première Guerre mondiale. Le sous-marin a été commandé le 22 juillet 1915 et lancé le 16 novembre 1915. Il a été mis en service dans la marine impériale allemande le 25 mars 1916.
Le sous-marin a coulé 27 navires en 25 patrouilles. L'UB-31 a été bombardé et coulé le 2 mai 1918 dans la Manche par les navires de guerre britanniques HMS Lord Leitrim, HMS Loyal Friend et HMS Ocean Roamer. Alternativement, il a peut-être été coulé par une mine à cette date.

## Conception
Sous-marin de type UB II, l'UB-31 avait un déplacement de 274 tonnes en surface et de 303 tonnes en immersion. Il avait une longueur hors tout de 36,90 m, une largeur de 4,37 m et un tirant d'eau de 3,69 m. Le sous-marin était propulsé par deux moteurs Diesel Benz à six cylindres à quatre temps produisant 270 chevaux (200 kW), deux moteurs électriques Siemens-Schuckert produisant 280 chevaux (210 kW) et un arbre d'hélice. Il était capable d’opérer à une profondeur allant jusqu’à 50 mètres.
La vitesse maximale du sous-marin était de 9,06 nœuds (16,78 km/h) en surface et de 5,71 nœuds (10,57 km/h) en immersion. Lorsqu’il était en surface, il pouvait parcourir 7030 milles marins (13020 km) à 5 nœuds (9,3 km/h), et en immersion, 45 milles marins (83 km) à 4 nœuds (7,4 km/h). L’UB-31 était armé de deux tubes lance-torpilles de 500 mm à l’avant, de quatre torpilles et d’un canon de pont SK L/30 de 88 mm. Il avait un effectif de vingt-et-un membres d’équipage et deux officiers, et un temps de plongée de 42 secondes.

## Affectations
- Flottille de la Baltique : du 16 mai 1916 au 24 février 1917
- Flottille des Flandres : du 24 février 1917 au 2 mai 1918

## Commandants
- Oberleutnant zur See Karl Vesper[4] : du 18 mars au 11 août 1916
- Oblt.z.S. Thomas Bieber[5] : du 12 août 1916 au 31 janvier 1918
- Oblt.z.S. Wilhelm Braun[6] : du 1er février au 2 mai 1918

## Navires coulés
| Date             | Nom               | Nationalité    | Tonnage | Destin    |
| ---------------- | ----------------- | -------------- | ------- | --------- |
| 9 avril 1917     | Kittiwake         | United Kingdom | 1866    | Coulé     |
| 24 avril 1917    | Saint Jacques     | France         | 415     | Endommagé |
| 28 avril 1917    | Medina            | United Kingdom | 12350   | Coulé     |
| 21 mai 1917      | City of Corinth   | United Kingdom | 5870    | Coulé     |
| 15 juin 1917     | Teesdale          | United Kingdom | 2470    | Endommagé |
| 17 juin 1917     | Stanhope          | United Kingdom | 2854    | Coulé     |
| 5 juillet 1917   | Ocean Swell       | United Kingdom | 195     | Coulé     |
| 6 juillet 1917   | Ariadne Christine | United Kingdom | 3550    | Endommagé |
| 7 juillet 1917   | Bellucia          | United Kingdom | 4368    | Coulé     |
| 10 juillet 1917  | Hildegard         | United States  | 622     | Coulé     |
| 11 juillet 1917  | Brunhilda         | United Kingdom | 2296    | Coulé     |
| 1 août 1917      | Alcyone           | United Kingdom | 149     | Coulé     |
| 1 août 1917      | Laertes           | United Kingdom | 4541    | Coulé     |
| 2 août 1917      | Newlyn            | United Kingdom | 4019    | Coulé     |
| 3 août 1917      | Renee Marthe      | France         | 49      | Coulé     |
| 8 août 1917      | Algérie           | France         | 3386    | Endommagé |
| 8 septembre 1917 | Elizabeth         | United Kingdom | 58      | Coulé     |
| 9 septembre 1917 | Pluton            | Norvège        | 1449    | Coulé     |
| 19 octobre 1917  | Waikawa           | United Kingdom | 5666    | Coulé     |
| 20 octobre 1917  | Colorado          | United Kingdom | 7165    | Coulé     |
| 23 octobre 1917  | Lepanto           | United Kingdom | 6389    | Endommagé |
| 19 novembre 1917 | Farn              | United Kingdom | 4393    | Coulé     |
| 13 décembre 1917 | Britannic         | United Kingdom | 92      | Coulé     |
| 15 décembre 1917 | Sachem            | United Kingdom | 5354    | Endommagé |
| 18 décembre 1917 | Riversdale        | United Kingdom | 2805    | Coulé     |
| 20 décembre 1917 | Alice Marie       | United Kingdom | 2210    | Coulé     |
| 20 décembre 1917 | Eveline           | United Kingdom | 2605    | Coulé     |
| 20 décembre 1917 | Warsaw            | United Kingdom | 608     | Coulé     |
| 22 janvier 1918  | Admiral Cochrane  | United Kingdom | 6565    | Endommagé |
| 22 janvier 1918  | Greatham          | United Kingdom | 2338    | Coulé     |
| 24 janvier 1918  | Elsa              | Norvège        | 3581    | Coulé     |
| 28 février 1918  | Heenvliet         | Pays-Bas       | 492     | Coulé     |
| 20 mars 1918     | Boorara           | Australia      | 6570    | Endommagé |
| 24 avril 1918    | Agnete            | United Kingdom | 1127    | Coulé     |
| 25 avril 1918    | Joseph            | France         | 42      | Coulé     |